# Salzbergwerk Bex

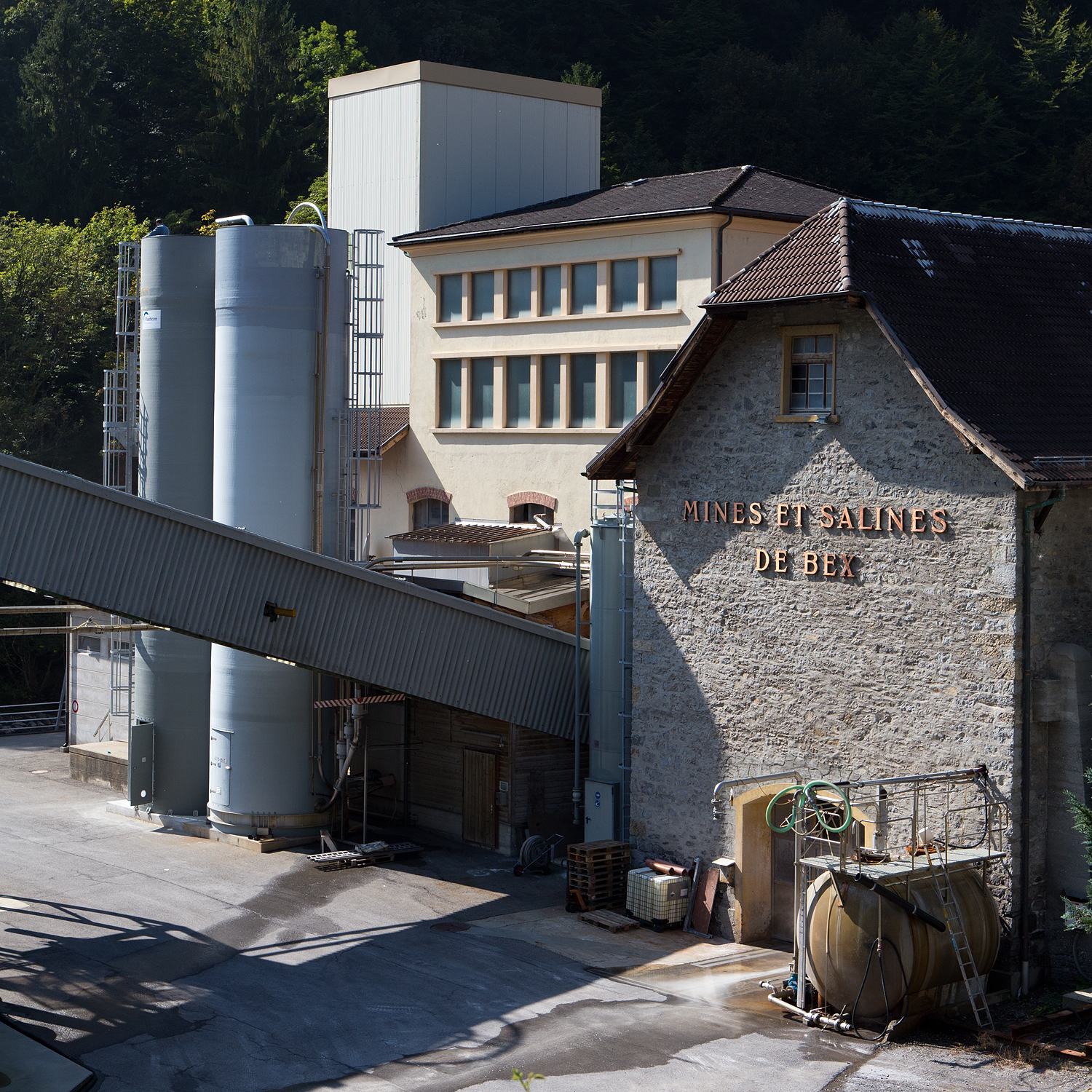
Salzbergwerk Bex

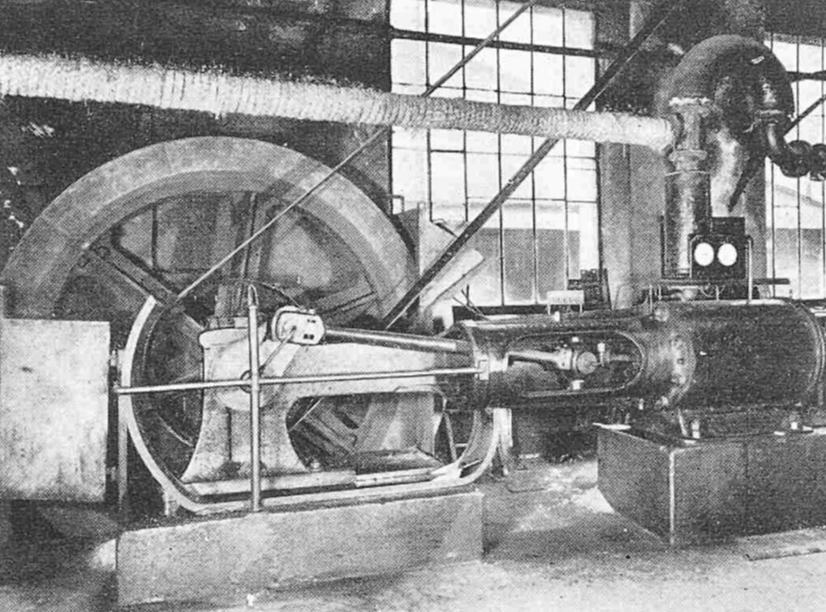
Der 1878 in der Saline Bex installierte Kolbenkompressor war bis mindestens 1943 in Betrieb.

Das Salzbergwerk Bex befindet sich in der Schweizer Gemeinde Bex [be] im Kanton Waadt und wird von der Schweizer Salinen AG, früher von der Saline de Bex SA und noch vorher von der Société vaudois des Mines et salines de Bex, betrieben. Die Schweizer Kantone beziehen im Rahmen des Salzregals ihr Streu- und Speisesalz aus den Schweizer Salinen.
Die Marke SEL DES ALPES wird ausschliesslich in der Saline von Bex hergestellt. Im Sortiment findet man dort Feinsalz, Fleur des Alpes (ähnlich wie Fleur de Sel), Bio-Würzmischungen und Bio-Kräutersalz.

## Entstehung des Salzvorkommens
Vor 200 Millionen Jahren war die Schweiz vom Meer bedeckt. Das Meer zog sich zurück und das Salz lagerte sich über Millionen von Jahren auf dem Boden ab. Als dann die Alpen stiegen, vermischte sich die Salzschicht mit dem Gestein und gelangte so in das Herz des Berges. Im 16. Jahrhundert wurden in Salin sur Ollon salzhaltige Quellen entdeckt. Später begann man mit der Erschliessung von Quellen in Le Fondement, in der Nähe des Flusses Gryonne.

## Geschichte des Bergwerks
Im Jahre 1680 wurden Stollen in den Berg getrieben, um das «weisse Gold» abzubauen. Im 19. Jahrhundert konnte die Produktion durch die Anwendung neuer Arbeitstechniken gesteigert werden, insbesondere durch die Entsalzung des Gesteins an Ort und Stelle um 1860 und die Salzung durch Thermokompression ab 1877.
Auch das Brennholz wurde durch Kohle und 1943 durch ein Kraftwerk ersetzt. Das Hôtel des Salines in Bex (1871–1976) und die Bäder von Lavey nutzten das Mutterwasser, und die Sole wurde bis 2004 von Syngenta in Monthey verwendet. Der Staat Waadt besass von 1917 bis 2001 die Hälfte des Aktienkapitals der Société vaudoise des mines et salines de Bex. Die Saline de Bex wurde 2002 privatisiert und gehört seit 2014 der Gruppe Schweizer Salinen AG. Der Konzern ist jedoch verpflichtet, die dem Kanton zustehende Regaleinnahme zu erheben.
Zwischen 1803 und 1860 waren etwa 360 Arbeitende beschäftigt. Der Betrieb erforderte damals zahlreiche Walzen, und 2009 arbeiteten etwa 50 Personen in der Saline. Im Jahr 2025 beschäftigen die Saline von Bex und die Bergwerke etwa 90 Personen am Produktionsstandort und am Tourismusstandort.
Mittlerweile durchzieht ein rund 50 Kilometer langes Labyrinth von Gängen und Schächten den Berg und die Salzmine fördert ein Volumen von 30'000 Tonnen Salz pro Jahr.

## Besucherbergwerk

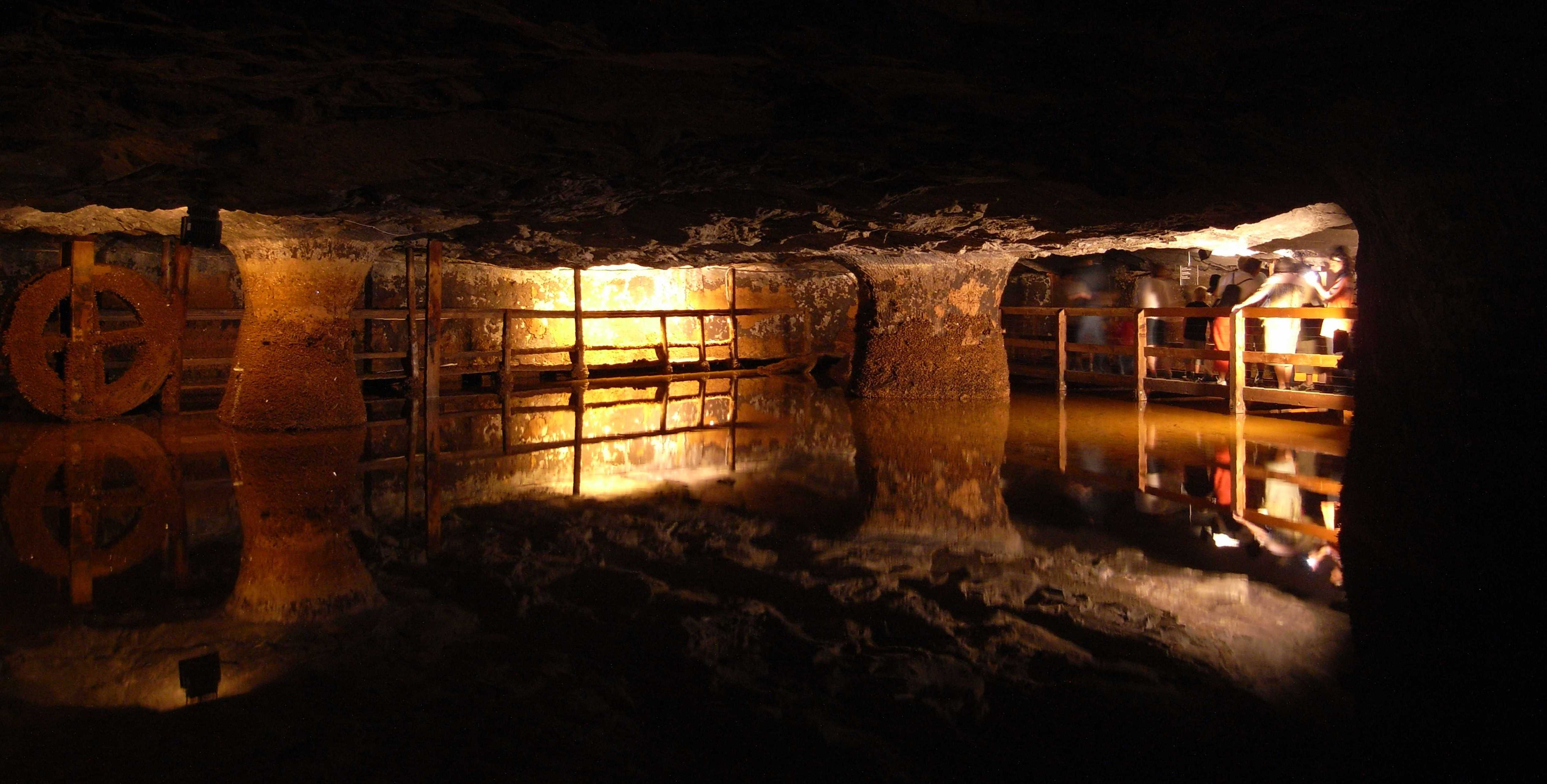
Besucherrundgang im historischen Salzbergwerk von Bex

Seit der Mitte des 18. Jahrhunderts wurden die Salzminen von Bex zu einem Ausflugsziel. In einem Teil des Salzbergwerks ist eine Besucherzone eingerichtet. Dieser Eingang zum Stollensystem befindet sich nicht in Bévieux, sondern nördlich von Bex am Eingang des Tales des Flusses Gryonne (Lage). Ein Stollenbähnchen führt die Besucher in den Berg, in dem über die Geologie und die Abbautechniken von einst und jetzt informiert wird. Dort befindet sich in einem der Stollen auch das Besucherrestaurant.
Im Jahr 2025 werden es rund 90'000 Besucher sein, die die Minen jedes Jahr von Januar bis Dezember besichtigen.